# Gadow (Wittstock/Dosse)
Gadow ist seit dem 26. Oktober 2003 ein eingemeindeter Ortsteil der Stadt Wittstock/Dosse im Landkreis Ostprignitz-Ruppin in Brandenburg. Das Dorf hat 168 Einwohner (Stand: 31. Dezember 2022).

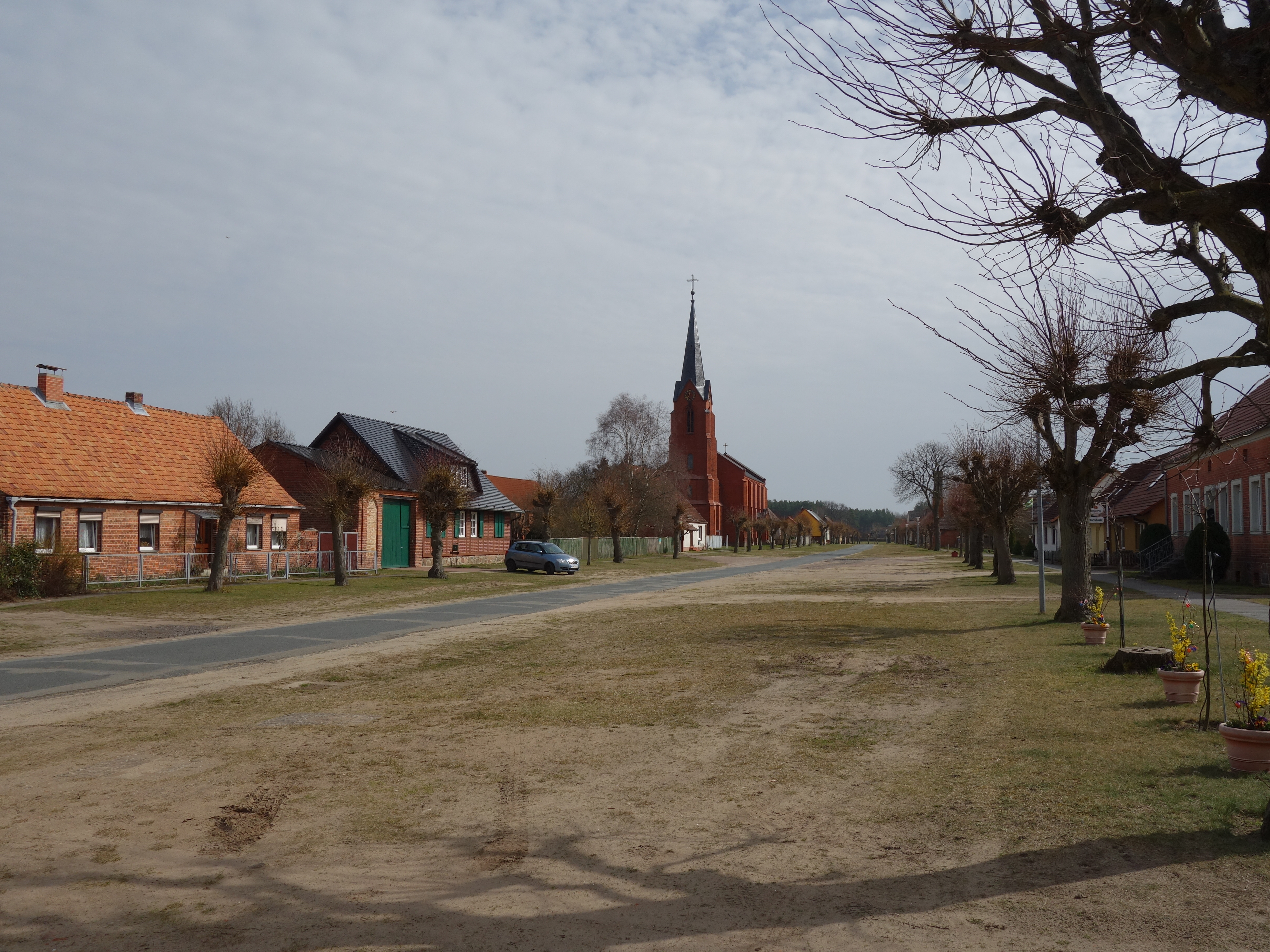
Dorfstraße mit der Kirche

Gadow wurde im Jahr 1374 das erste Mal urkundlich erwähnt. Es ist der Ursprungsort des gleichnamigen Adelsgeschlechts von Gadow, welches bereits 1333 urkundlich erscheint. Die Gegend befand sich bis zum 12. Jahrhundert überwiegend unter slawischer Herrschaft. Zum Anfang des 14. Jahrhunderts erfolgte eine Einwanderung aus Westfalen, Thüringen und Franken. Gadow gehörte bis 1817 zum Kreis Ruppin und kam dann an den neuen Kreis Ostprignitz.
Im Ort befindet sich eine Kirche aus den 1860er Jahren nach dem Entwurf des Baumeisters Wedeke. Die erste der Vorgängerkirchen wurde vermutlich im 12.–13. Jahrhundert gebaut, die nächste am Ende des 17. Jahrhunderts.